# Türfeststeller

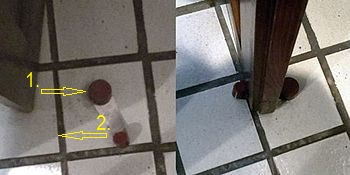
Am Boden drehbarer Türfesthalter (kleiner Gummizylinder) kombiniert mit Türstopper (großer Zylinder)

Ein Türfeststeller ist eine Einrichtung, mit der eine Tür in beliebig weit offener Stellung fixiert werden kann. Ein Bolzen mit einem Gummiblock an seiner Spitze wird i. d. R. mit dem Fuß gegen den Boden gedrückt, wo er durch eine Klemmvorrichtung festgehalten wird. Der dabei elastisch verformte Gummiblock hält die für den Kraftschluss mit dem Boden erforderliche Normalktraft bereit. Beim Hinunterdrücken wird meistens zusätzlich eine metallische Feder gespannt, mit deren Hilfe der Bolzen in die obere Lage zurückkehren kann. Auch ein unter das Türblatt geschobener schlanker Keil wirkt als Türfeststeller.
Ganz geöffnete Türen können mit einer Kette oder einem Haken von der Wand her festgehalten werden. Zum Festhalten dienen auch am Boden montierte fußbediente Haken.
Feuerschutztüren werden mit elektromagnetischen Festhaltern, die fernbedient lösbar sind, gegen die Wirkung eines Türschließers offen gehalten.